# Дордрехтський синод

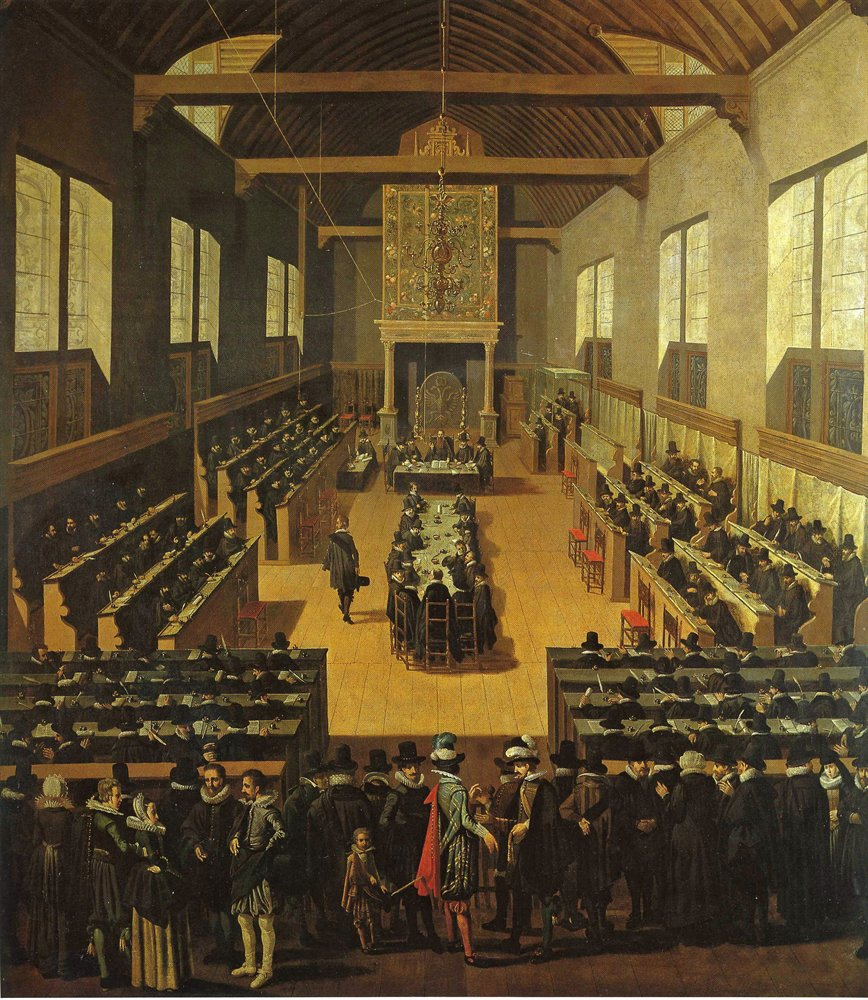
Дордрехтський синод авторства Паувелса Вейтса де Йонге, 1621 рік

Дордрехтський синод — міжнародний синод, проведений в Дордрехті в 1618—1619 рр. Голландською Реформатською Церквою для врегулювання суперечок, що виникли через піднесення армініанства. Перше засідання відбулося 13 листопада 1618 р., а останнє, 180-те засідання, відбулося 29 травня 1619 р. На синод були запрошені представники з восьми закордонних реформатських церков.
У 2014 році було опубліковано перше повне критичне видання актів та документів синоду.

## Передумови
В Дордрехті вже проводились місцеві синоди а також Національний синод у 1578 р. З цієї причини зустріч 1618 року іноді називають Другим Дордрехтським синодом.
Акти синоду були пов'язані з політичними інтригами, що виникли під час Дванадцятирічного перемир'я, паузи у голландській війні з Іспанією. Після смерті Якоба Армінія його послідовники висловили заперечення проти бельгійської сповіді та вчення Жана Кальвіна, Теодора Бези та їх послідовників. Ці заперечення були опубліковані в документі під назвою «5 статей Ремонстрації», і тому армінійці також були відомі як «ремонстранти». Вони проповідували вибіркове спасіння, ідею що Бог врятує лише тих в кого він заклав безумовну віру, а також ідеї необмеженої спокути, стійкої благодаті та можливості втрати благодаті у випадку втрати віри. Опонуючі їм кальвіністи та гомаристи, очолювані Франциском Гомаром з Лейденського університету, стали називатися контр-ремонстрантами.
Армініанців звинуватили у пропаганді фальшивої доктрини і сприймали як людей готових до компромісу з іспанцями, тоді як голландські кальвіністи — ні, тому армініанство вважалося не лише теологічно необґрунтованим, але й свого роду політичною зрадою; у 1617–8 відбулася війна памфлетів, і Френсіс ван Арссенс висловив думку, що арміанці працюють на Філіпа IV. Планування національного синоду було розпочато Адріааном Пау в березні 1618 р. До цього велись дискусії щодо того, чи повинен бути синод національним, як бажали контр-ремонстранти, або провінційним для Голландії, як — вимагали ремонстранти. Остаточне рішення було ухвалене в 1617 р. за участі англійського посла Дадлі Карлтона.

## Мета
Метою Синоду було врегулювання суперечок щодо армініанства. Згодом стверджувалося, але так і не було доведено, що результат синоду було вирішено наперед. За словами Фредеріка Калдера, «засудження [доктрин ремонстрації] було визначене до засідання національного синоду». З іншого боку, окрім засудження армінійців, богословські формулювання канонів синоду аж ніяк не підтримали всіх побажань гомаристів. Більш екстремальні погляди голландських кальвіністів були дерадикалізовані під час детальних дискусій.

## Делегати

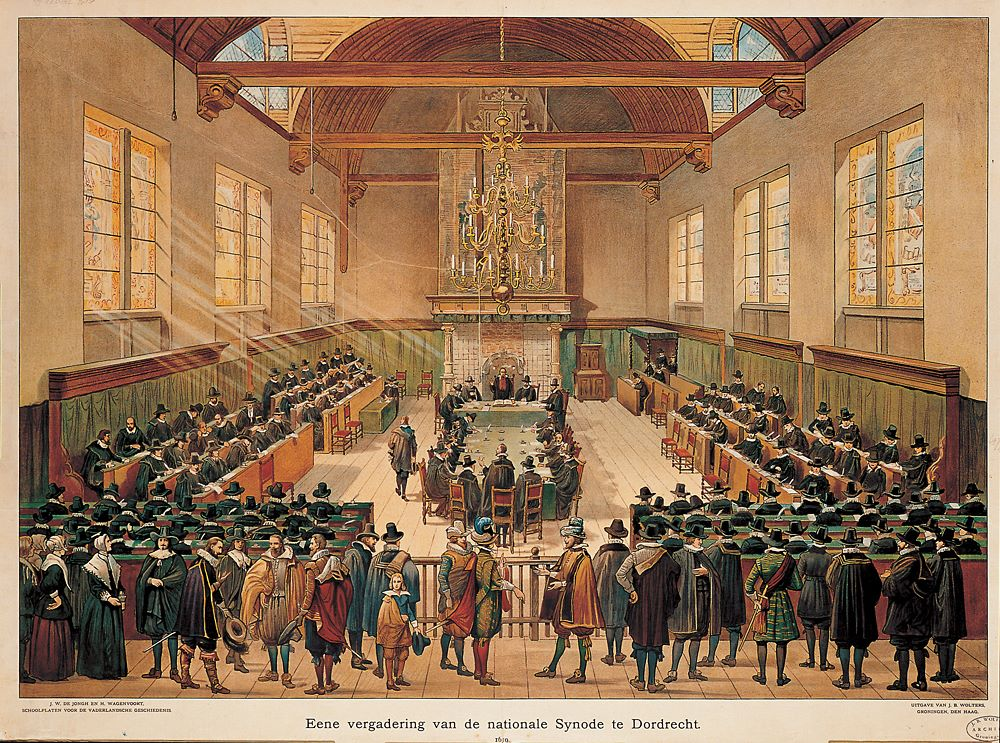
Дордрехтський синод

Синод складався з членів, що представляли реформатські групи з континентальної Європи, а також з Британських островів. Серед цих груп були також англіканські делегати від Англіканської церкви та Церкви Шотландії.

## Перебіг
Симон Епіскопій (1583—1643) був речником 14 ремонстрантів, яких було викликано до синоду в 1618 році. На відкритті синоду Єпископій попросив виступити.
Епіскопій … наполягав на тому, щоб йому дозволили почати зі спростування кальвіністських доктрин, особливо проклять, сподіваючись, що, ставлячи свої заперечення проти цієї доктрини перед усіма іншими, він може збудити таке упередження проти інших статей системи, що забезпечило б підтримку на його користь. Синод, однак, належним чином нагадав йому … що, оскільки ремонстрантів звинувачували у відступі від реформатської віри, вони були зобов'язані спочатку виправдовуватися, надаючи біблійні докази на підтримку своїх думок. Армініанці не підпорядковувались цьому процедурному плану, оскільки він знищив всю їхню схему аргументів … і, таким чином, були змушені відступити. Після їх від'їзду синод діяв без них.
Він зробив висновок, висловивши своє невдоволення організацією зібрання, і що контраремонстранти перешкоджали представництву прихильників армініанців у Голландській реформатській церкві за допомогою голосів у синоді. Делегація Єпископія у складі Бернарда Аренца Двінгло (1582—1652) та Йоханнеса Арнольді Корвіна закликала представників Англіканської церкви та інших людей, що прибули із закордону, до підтримки та надали письмові повідомлення про контекст ситуації що склалася. Після цього місяць було витрачено на процесуальні питання, що стосувалися ремонстрантів. Врешті решт на 57 сесії вони були виключені з Синоду, це відбулося 14 січня.

## Дордрехтські канони
Синод ухвалив рішення про засудження арміністських поглядів і підтримав реформатську доктрину з кожного пункту, а саме з питань: повної порочності людини, безумовного вибору, обмеженої спокути (аргументуючи тим, що спокутна робота Христа була призначена лише для обраних, а не для решти світу), непереборної благодаті та вічної безпеки. Їх іноді називають П'ятьма тезами кальвінізму. Номенклатура ніколи не стверджувала, що весь кальвінізм може бути зведений до лише п'яти пунктів, але той факт що TULIP — скорочення, яке підсумовує вчення Дордрехту в англомовному світі — узагальнює кальвіністську позицію щодо доктрини суверенітету Бог у спасінні демонструє їх значимість. Саме Рішення Синоду Дорту щодо п'яти основних пунктів доктрини в суперечці в Нідерландах, відоме в народі як Дордрехтські синоди, є поясненням судового рішення Синоду. В оригінальній передмові Рішення написано:
рішення, в якому як пояснюється справжня точка зору, яка погоджується з Божим словом стосовно згаданих п'яти пунктів вчення, так і заперечується неправдива точка зору, що не погоджується із Божим Словом.

## Наслідки
Тринадцять служителів ремонстрантства, включаючи Єпископія, отримали наказ залишитися в Дордрехті до подальших інструкцій. 20 травня 1619 р. служителі ремонстрантів були викликані мирськими уповноваженими синоду і отримали наказ утриматися від проведення релігійних заходів, таких як проповідь, повчання, відправлення таїнств та відвідування хворих. Крім того, Єпископію було наказано не писати листів чи книг, що пропагують вчення ремонстрантів. Ремонстранти погодились утриматися від служіння у призначених урядом церквах, але визнали свій обов'язок викладати свої доктрини там, де люди збираються їх почути.
5 липня їх викликали до Генеральної Асамблеї, де їм запропонували підписати Акт про припинення, легалізацію наказу про відмову від проповідування. Коли вони відмовились підписати його, їх засудили як «порушників громадського спокою» і наказали покинути Об'єднані провінції. Однак у 18 столітті армініанська теологія поширилася до Англії, де вона стала невід'ємною частиною теології методистських церков.

## Переклад Біблії
Синод також ініціював офіційний переклад голландської Біблії (Statenvertaling, тобто Переклад Штатів або Голландська авторизована версія) з оригінальних мов, який буде завершено у 1637 році. Були призначені перекладачі, а Генеральни штати фінансували проект. Це мало тривалий вплив на стандартну голландську мову, яка якраз тоді починала набувати більш широкого визнання та розвивати літературну традицію. Він залишається стандартним перекладом у протестантських церквах більше трьох століть і досі використовується в деяких церквах-побратимах Нідерландських реформатських конгрегацій та подібних менших конфесій.
Подібно до своїх сестринських перекладів, Женевської Біблії та Біблії короля Якова (Авторизована версія), голландські пастори-вчені працювали в Старому Заповіті з Масоретського тексту (консультуючись із Септуагінтою) та в Новому Завіті з Textus Receptus (консультуючись з Візантійським типом тексту).
У 1645 році Вестмінстерська асамблея призначила Теодора Хаака перекласти Statenvertaling met kantekeningen (Біблія Дордрехту та її коментар англійською мовою для більш широкого розповсюдження. Ця робота була опублікована Генрі Хіллом у Лондоні 1657 року.

## Політичний вплив
Синод відкинув вчення ремонстрантів щодо суперечливих питань як таке, що виходить за рамки реформатського вчення. Після цього відбулося політичне засудження державного діяча Йогана ван Олденбарневелта, який був захисником ремонстрантів. За злочин загального збурення в нації, як в Церкві, так і в державі (зрада), йому було відрубано голову 13 травня 1619 року, лише через чотири дні після заключного засідання Синоду. Як наслідок поразки Армінія, юристу Гуго Гроцію було призначено довічне ув'язнення; але він врятувався за допомогою дружини. І Ван Олденбарневелт, і Гроцій перебували у в'язниці з 29 серпня 1618 року.

## Дивитися також
- Історія Нідерландів
- Детермінізм
- Свобода волі
- Напередвизначення

## Подальше читання
- Brown Patterson, W. (1990). 'The Synod of Dort and the Early Stuart Church' [i.e., the Church of England], This Sacred History: Anglican Reflections, [festschrift] for John Booty, ed. Donald S. Armentrout (Cambridge, Massachusetts: Cowley Publications), p. 199-221. ISBN 1-56101-003-0
- Hoeksema, Homer C., The Voice of Our Fathers: an Exposition of the Canons of Dordrecht. Second ed. (Jenison, Mich.: Reformed Free Publishing Association, 2013). N.B.: The publisher's first ed. appeared in 1980. ISBN 978-1-936054-26-8
- Lieburg, Fred van. The Synod of Dordrecht, 1618—1619 (Dordrecht: Historisch Platform Dordrecht, 2017) (also published in Dutch and German)
- Rockwell, William Walker (1911). Dort, Synod of . У Chisholm, Hugh (ред.). // Encyclopædia Britannica (англ.). Т. 8 (вид. 11-те). Cambridge University Press.